# Dolliver
Pour les articles homonymes, voir Dolliver (homonymie).
La ville américaine de Dolliver est située dans le comté d’Emmet, dans l’État de l’Iowa. Lors du recensement de 2010, sa population s’élevait à 66 habitants.
Son nom lui a été donné en hommage au sénateur Jonathan Prentiss Dolliver.

## Source
- (en) Cet article est partiellement ou en totalité issu de l’article de Wikipédia en anglais intitulé « Dolliver, Iowa » (voir la liste des auteurs).